# سازمان اطلاعات نروژ
سازمان اطلاعات نروژ (نروژی: Etterretningstjenesten) یک سازمان خدماتی وابسته به نیروهای مسلح نروژاست؛ و زیر نظر رئیس ستاد دفاع نروژ، مسئول کسب، پردازش و تجزیه و تحلیل اطلاعات سیاسی، اجتماعی و نظامی، از خارج نروژ است.
 هدف اصلی این سازمان، تأمین منافع ملی نروژ از طریق کشف تغییراتی است که می‌توانند امنیت ملی نروژ را مورد تهدید قرار دهند. وظایف سازمان اطلاعات نروژ، انجام تکالیف محول شده توسط کل دستگاه دولتی نروژ، بر اساس اولویت‌های سیاسی است؛ و تنها محدود به انجام مأموریت، برای نیروهای مسلح نروژ، نمی‌شود.

## وظایف
در زمان صلح، وظیفه سازمان اطلاعات نروژ، کسب، ارزیابی و طبقه‌بندی اطلاعات و با خبر کردن مقامات دولت نروژ، از اطلاعاتی است که می‌توانند برای پیش‌گیری از بروز بحران و جنگ؛ یا مهار آن، مفید باشند. یک اولویت عملی در انجام چنین وظایفی، پشتیبانی اطلاعاتی از واحدهای نروژی، در عملیات نظامی بین‌المللی است. سازمان اطلاعات نروژ، همچنین نیاز به اطلاعات نظامی را پوشش داده و از عملیات مشترک دفاعی با ناتو حمایت می‌کند.
در زمان جنگ، سازمان اطلاعات نروژ، در کسب و ارزیابی اطلاعات، مشارکت داشته و اطلاعات لازم را در اختیار بالاترین مقامات نظامی و سیاسی نروژ، به منظور مقابله با دشمن، در یک درگیری مسلحانه قرار می‌دهد.

## واحدهای سازمان
دفتر مرکزی سازمان اطلاعات نروژ، در یک منطقه جنگلی در نزدیکی شرق اسلو، در کنار مدرسه عالی اطلاعات نیروهای مسلح نروژ (FEH) قرار دارد. این مدرسه نیز زیر نظر رئیس سازمان اطلاعات نروژ، اداره می‌شود.
پایگاه‌های نیروهای مسلح نروژ، در رینگریک و  فاوسکه، مسئول دریافت اطلاعات از ماهواره‌ها بوده؛ و این اطلاعات را ارزیابی و طبقه‌بندی می‌کنند. پایگاه نیروهای مسلح نروژ، در
جزیره آند، مسئول جمع‌آوری و ارزیابی اطلاعات از فعالیت در دریا در مناطق شمالی است. این پایگاه همچنین همکاری نزدیکی با اسکادران ۳۳۳ نیروی هوایی نروژ و هواپیماهای گشتی-تجسسی آن دارد.
ایستگاه نیروهای مسلح در وردو، فینمارک، مجهز به رادارهای کروی است؛ و ضمن جمع‌آوری اطلاعات مربوط، از فعالیت در آسمان منطقه شمالی و فضا، نقشه‌برداری می‌کند. همچنین سازمان اطلاعات نروژ، دارای یک ایستگاه شنود در فینمارک در منطقه وادسو است. به علاوه، این ایستکاه خود، مسئول دو واحد اداری و پشتی بانی در سور-وارانگر است.
از ماه اوت سال ۲۰۰۹م، مدیریت خدمات جغرافیایی نیروهای مسلح نروژ (FMGT) به سازمان اطلاعات نروژ، سپرده شده ست. واحد خدمات جغرافیایی، مسئول تهیه اطلاعات جغرافیایی برای نیروهای مسلح نروژ، در داخل و خارج کشور است.

## همکاری با سرویس امنیتی پلیس نروژ و مقررات
فعالیت‌های سازمان اطلاعات نروژ، مشمول قانون خدمات اطلاعاتی، مصوب سال ۱۹۹۸م، است. در این مصوبه، همراه با دستور العمل صادره در سال ۲۰۰۱م، مقررات فعالیت‌های اطلاعاتی در نروژ به تفصیل شرح داده شده؛ و به وضوح محدودیت‌هایی در مورد انجام عملیات، علیه اشخاص یا گروه‌های مرتبط با نروژ، منظور شده‌است. 
 به موجب دستورالعمل صادره، به تاریخ ۱۳ اکتبر ۲۰۰۶م، سازمان اطلاعات نروژ، موظف است با سرویس امنیتی پلیس نروژ(PST) همکاری کند تا اطمینان حاصل شود که این دو سازمان، برای مقابله با تهدیدات و چالش‌های امنیتی فعلی، همراه و هماهنگ عمل کرده و در عین حال تقسیم مسئولیت‌ها و اختیارات به روشنی انجام گیرد.
از پاییز سال ۲۰۱۳م، سازمان اطلاعات نروژ؛ و سرویس امنیتی پلیس نروژ(PST) در مرکز مشترک ضد تروریسم برای کشف تهدیدهای تروریستی علیه نروژ، همکاری خواهند کرد. رئیس این مرکز از سرویس امنیتی پلیس نروژ؛ و معاون آن، از سازمان اطلاعات نروژ، انتخاب خواهد شد.

## بازرسی
سازمان اطلاعات نروژ، تحت بازرسی منظم کمیتهٔ بازرسی مجلس ملی نروژ برای سرویس‌های اطلاعاتی، نظارتی و امنیتی (EOS) قرار دارد، تا اطمینان حاصل شود که امنیت حقوقی افراد حفظ می‌شود و این خدمات در چارچوب قوانین نروژ عمل کرده و باقی می‌مانند.

## یادداشت
1. ↑  نشان واره سازمان، به احتمال زیاد دراسطوره هاگین و مانین، ریشه دارد.